# 그대 너머에
《그대 너머에》는 2021년에 개봉한 대한민국의 영화이다.

## 캐스팅
- 김권후 : 한경호 역
- 윤혜리 : 이지연 역 이 링크의 윤혜리가 아닙니다
- 오민애 : 이인숙 역
- 이주원 : 박 대표 역
- 박노식 : 공원 아저씨 역
- 강은진 : 김 작가 역
- 차혜진
- 이성욱
- 이영선